# Pachysentis angolensis
Pachysentis angolensis är en hakmaskart som först beskrevs av Yves-Jean Golvan 1957.  Pachysentis angolensis ingår i släktet Pachysentis och familjen Oligacanthorhynchidae. Inga underarter finns listade i Catalogue of Life.